# Kottinagar
Kottinagar (tiếng Phạn: कोटिनगर) là tên gọi kinh đô của vương quốc Phù Nam, tồn tại từ thế kỷ 2 đến thế kỷ 7. Đô thị này được giới khảo cổ xác định tọa lạc tại nơi hiện nay là thị trấn Óc Eo.

## Khảo cổ

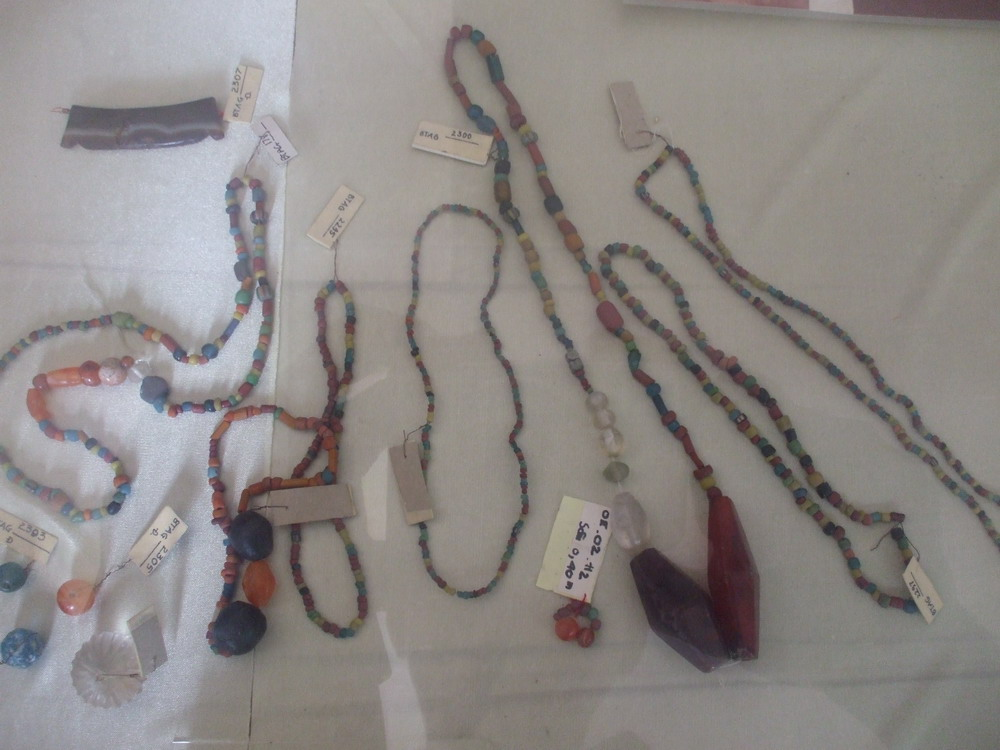
Đồ trang sức của cư dân Phù Nam.

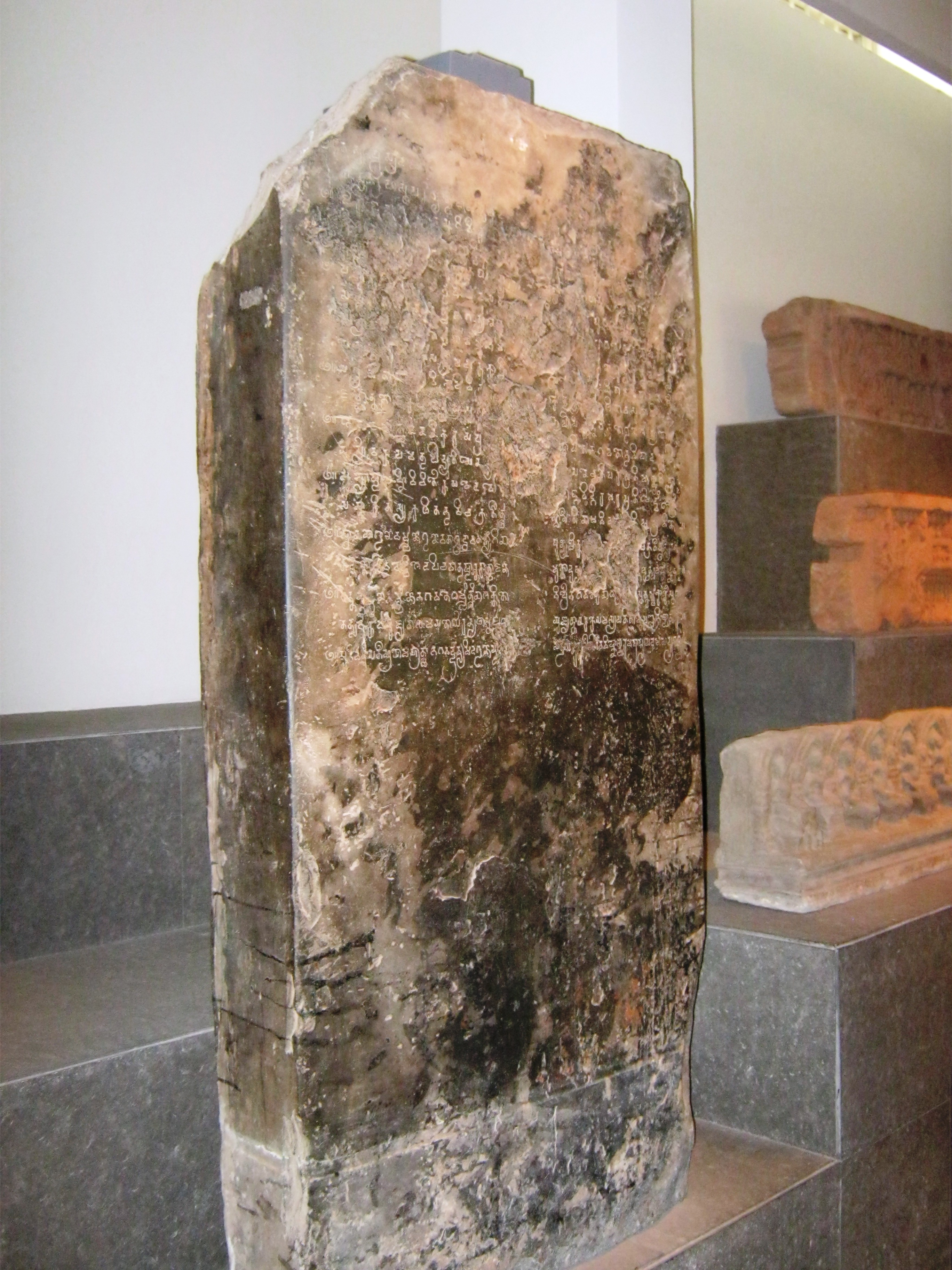
Bia đá cổ được tạo tác vào thời Phù Nam (khoảng thế kỷ 2-3), được tìm thấy ở Đồng Tháp.

### Trong thư tịch cổ

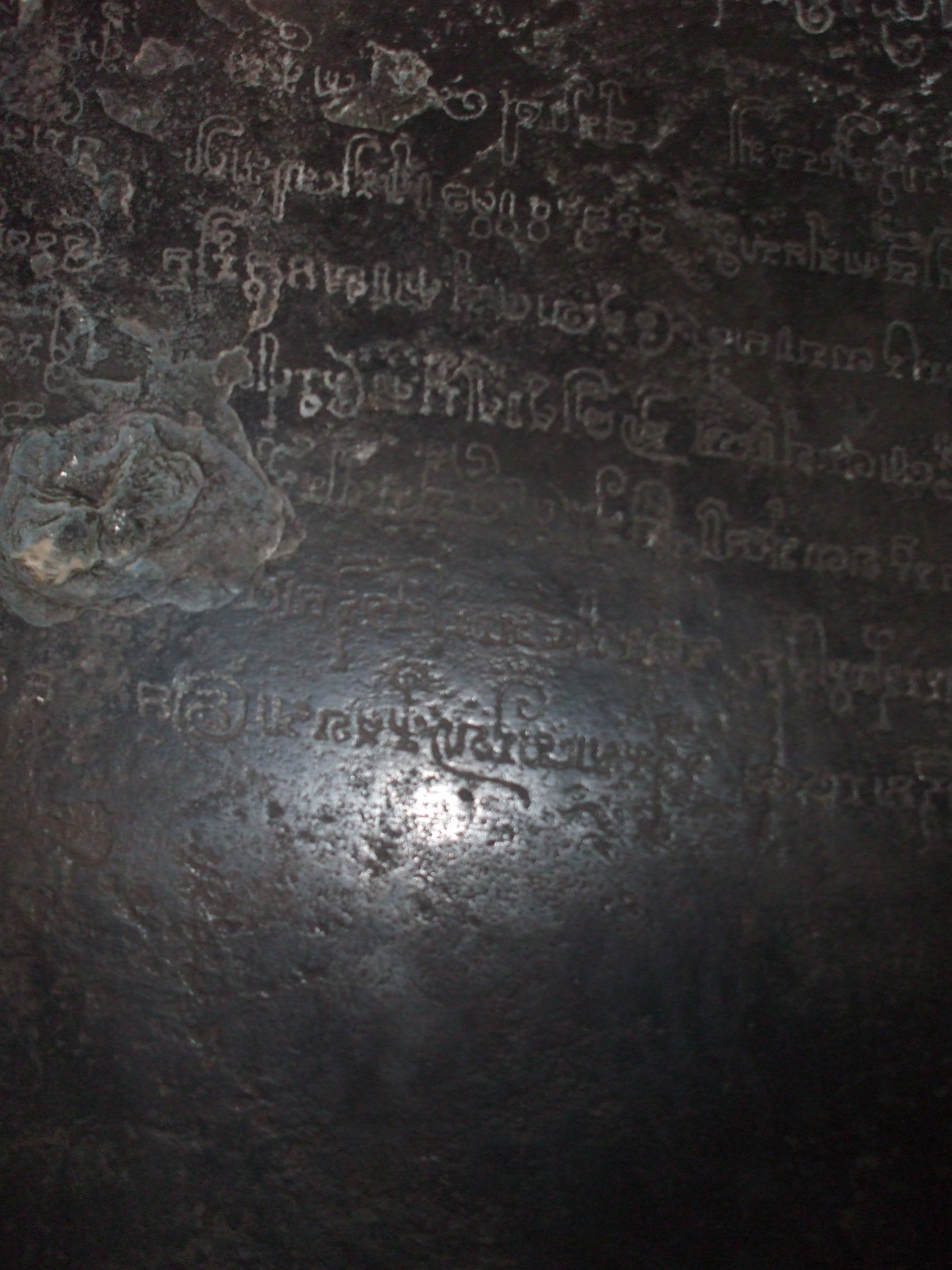
Một trong hai tấm bia đá cổ ở chùa Linh Sơn (Ba Thê), có khắc chữ viết của người Phù Nam.

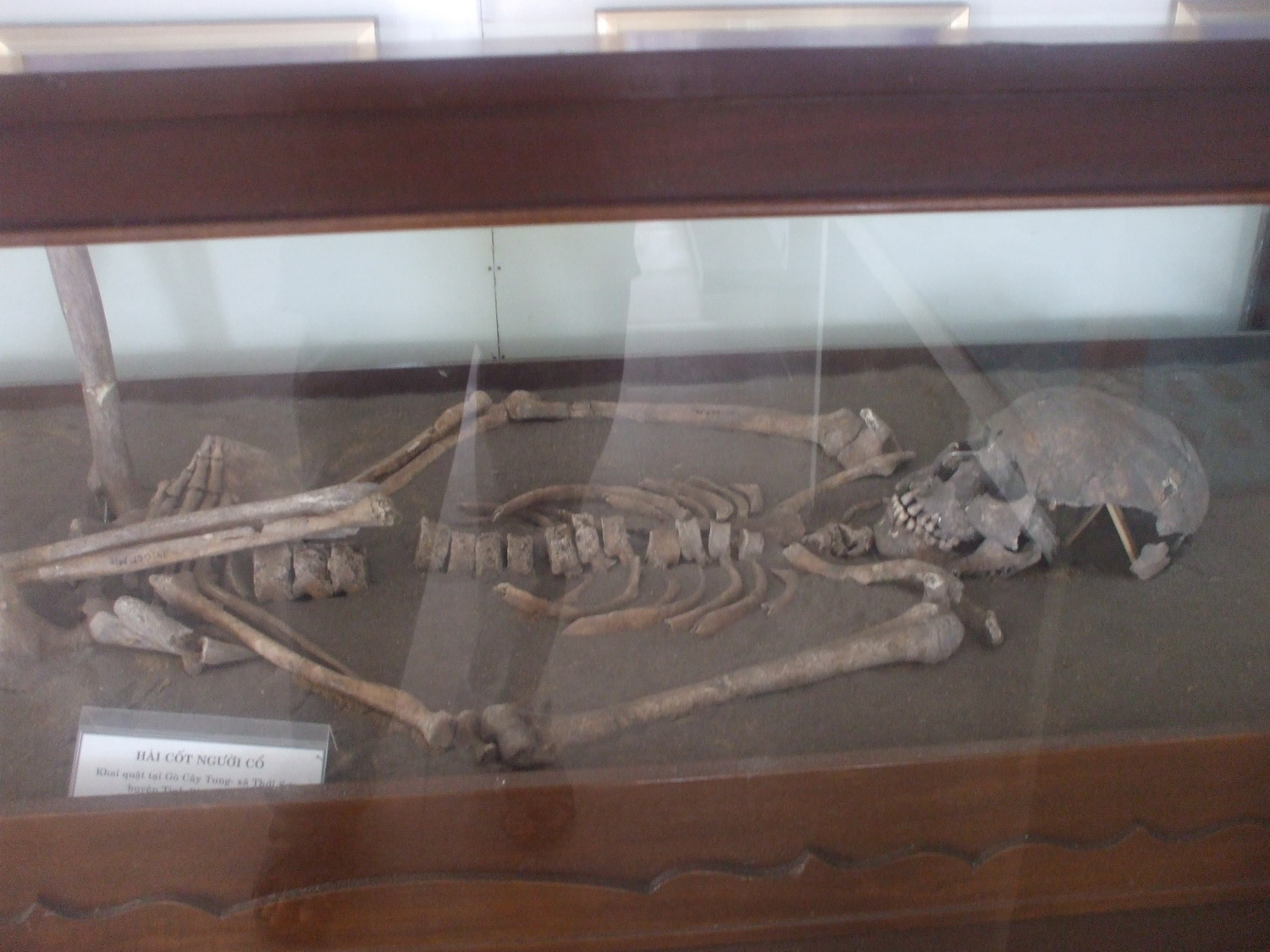
Bộ xương của người cổ được khai quật ở Gò Cây Tung (An Giang, Việt Nam) năm 1994-1995.

### Di chỉ Gò Cây Thị (Óc Eo)

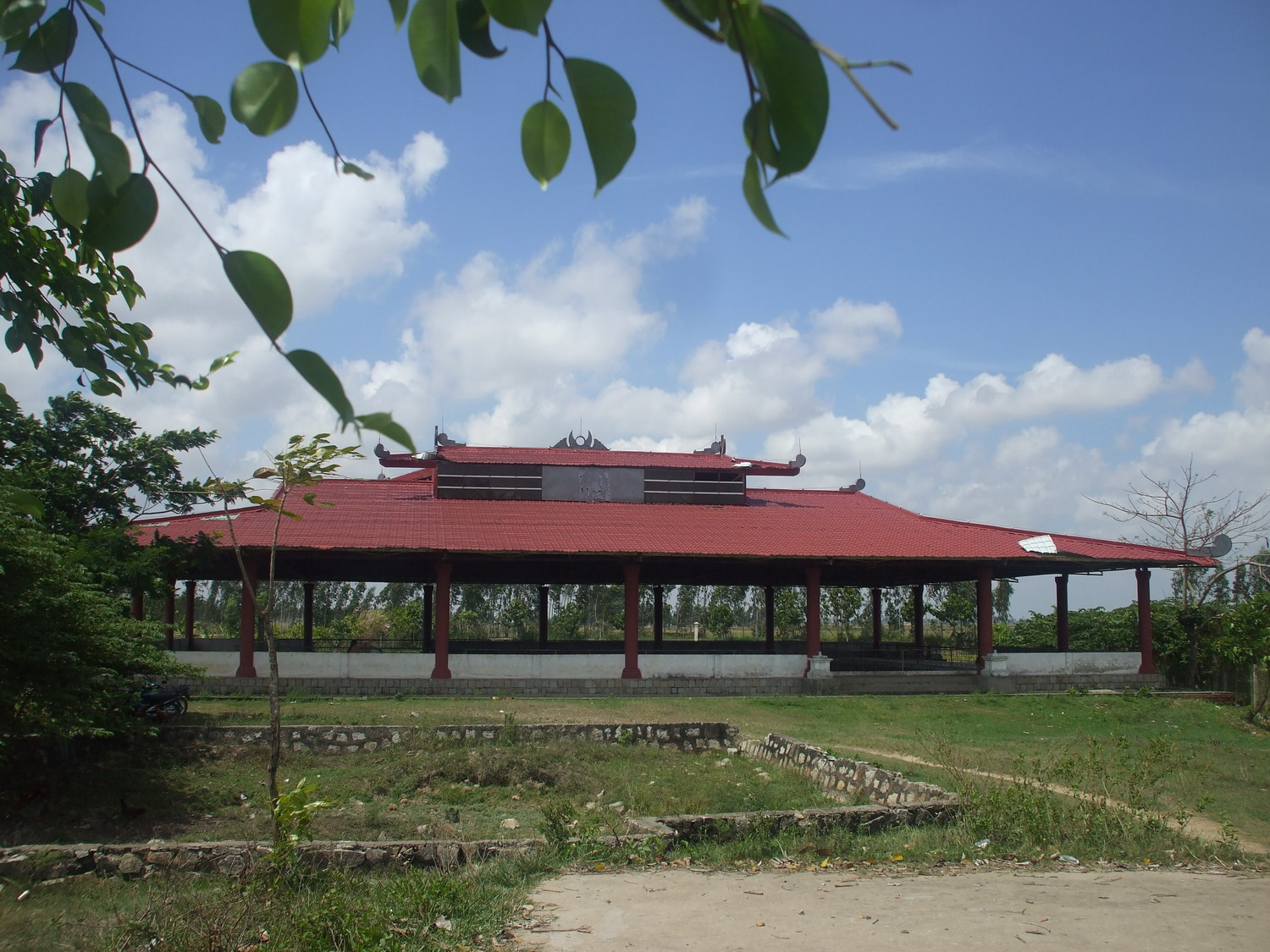
Nhà trưng bày di chỉ Gò Cây Thị.